# Giv‘at Eshmar
Giv‘at Eshmar (hebreiska: גבעת אשמר) är en kulle i Israel.   Den ligger i distriktet Norra distriktet, i den norra delen av landet. Toppen på Giv‘at Eshmar är 148 meter över havet.
Terrängen runt Giv‘at Eshmar är platt österut, men västerut är den kuperad. Runt Giv‘at Eshmar är det ganska tätbefolkat, med 199 invånare per kvadratkilometer. Närmaste större samhälle är Nasaret, 18,5 km nordost om Giv‘at Eshmar. Trakten runt Giv‘at Eshmar består till största delen av jordbruksmark.